# Terror Squad (группа)
Terror Squad — американская хип-хоп группа. Основана в 1998 году в Бронксе, Нью-Йорк.

## История
Группа была основана в 1998 году в Бронксе, когда участники группы участвовали в записи альбома «Don Cartagena», выпущенном одним из участников группы — рэпером Fat Joe. В тот момент в группе участвовали рэперы Fat Joe, Big Pun, Cuban Link, Triple Seis, Armageddon и Prospect.
В 1999 году они выпускают дебютный альбом «The Album». Главным хитом альбома стал трек «Whatcha Gon' Do», исполненный совместно с рэпером Big Pun, который умирает в 2000 году от сердечного приступа. После смерти рэпера, из группы уходят Cuban Link и Triple Seis, а их место занимают Remy Ma и Tony Sunshine.
После перерыва, связанного со смертью Big Pun, в 2004 году группа выпускает альбом «True Story». С него был выпущен сингл Lean Back, который стал хитом лета 2004 года, занял 1 место в Billboard Hot 100 и 24 место в чартах Великобритании.

## Дискография

### Альбомы
| Год  | Название                                                                                            | Позиции в чартах | Позиции в чартах |
| Год  | Название                                                                                            | US               | US R&B           |
| ---- | --------------------------------------------------------------------------------------------------- | ---------------- | ---------------- |
| 1999 | The Album - Выпущен: 21 сентября 1999 года - Лейбл: Atlantic - Формат: CD, цифровая дистрибуция, LP | 22               | 4                |
| 2004 | True Story - Выпущен: 27 июля 2004 года - Лейбл: Universal - Формат: CD, цифровая дистрибуция, LP   | 7                | 1                |

### Синглы
| Год                                       | Название                                                                           | Позиции в чартах | Позиции в чартах | Позиции в чартах | Сертификация RIAA | Альбом     |
| Год                                       | Название                                                                           | US               | US R&B           | US Rap           | Сертификация RIAA | Альбом     |
| ----------------------------------------- | ---------------------------------------------------------------------------------- | ---------------- | ---------------- | ---------------- | ----------------- | ---------- |
| 1999                                      | «Whatcha Gon' Do?» (исполнена Big Pun)                                             | —                | —                | —                |                   | The Album  |
| 1999                                      | «Tell Me What U Want» (исполнена Fat Joe, Armageddon, Cuban Link, и Tony Sunshine) | —                | —                | —                |                   | The Album  |
| 2004                                      | «Yeah, Yeah, Yeah» (исполнена Remy Ma и Fat Joe)                                   | —                | 75               | —                |                   | True Story |
| 2004                                      | «Lean Back» (исполнена Fat Joe и Remy Ma)                                          | 1                | 1                | 1                | Золотой           | True Story |
| 2004                                      | «Take Me Home» (исполнена Fat Joe, Tony Sunshine, Remy Ma и Armaggedon)            | 62               | 22               | 19               |                   | True Story |
| «—» означает, что песня не попала в чарт. |                                                                                    |                  |                  |                  |                   |            |